# Ena Sendijarević
Ena Sendijarević (nacida en 1987) es una cineasta y guionista bosnia radicada en Ámsterdam. Es conocida por su cortometraje Import (2016) y su primer largometraje Take Me Somewhere Nice (2019). Este último formó parte del programa ACID  de Cannes en el festival de cine de Cannes de 2019 y ganó el premio Corazón de Sarajevo a la Mejor Película en el Festival de Cine de Sarajevo de 2019.

## Temprana edad y educación
Sendijarević nació en 1987 en Odžak, Bosnia y Herzegovina. Más tarde se trasladó con su familia a Modriča, donde permaneció hasta el comienzo de la guerra de Bosnia. Tras 20 mudanzas, entre ellas a Berlín, se trasladó a Ámsterdam en 2002. Estudió Medios de Comunicación y Cultura en la Universidad de Ámsterdam y en la Universidad Libre de Berlín. En 2014 se licenció en guion y dirección en la Academia de Cine de los Países Bajos.

## Filmografía
- Reizigers in de nacht (2013)
- Fernweh (2014)
- Import (2016)
- Take Me Somewhere Nice (2019)
- Dulces sueños (2023)